# Eupithecia italicata
Eupithecia italicata là một loài bướm đêm trong họ Geometridae.